# Küche, Kiste, Bett – Heavy Dreams
Küche, Kiste, Bett – Heavy Dreams ist ein Pornofilm von Inflagranti Film, der seine Premiere auf dem 2. Pornfilmfestival Berlin 2007 hatte.

## Inhalt
Der Film besteht aus drei voneinander unabhängigen Szenen. In diesen werden jeweils aus weiblicher Perspektive sexuelle Fantasien von Frauen dargestellt. Der Film lässt offen, ob diese Ereignisse tatsächlich oder nur in den Gedanken der Frauen stattfinden.
In der ersten Szene befindet sich eine reifere, blonde Frau am Morgen in ihrer Küche. Ihr Liebhaber gesellt sich hinzu, und sie haben miteinander Sex.
In der zweiten Szene befindet sich eine junge Frau in der Stadt. Eine Fremde taucht auf und führt sie zu sich nach Hause. Die Fremde tanzt nackt vor der jungen Frau, anschließend schlafen die beiden miteinander.
In der dritten Szene sieht man eine blonde Frau nackt durch einen Wald rennen. Dabei dreht sie sich gelegentlich um – offensichtlich wird sie verfolgt. Wenig später liegt sie nackt auf einem Bett, zwei Satyre fallen über sie her und haben Sex mit ihr.

## Auszeichnungen
- 2008: Eroticline Award – Bester Film Deutschland[2]